# Chīchāl
Chīchāl är en ort i Iran.   Den ligger i provinsen Gilan, i den nordvästra delen av landet, 200 km nordväst om huvudstaden Teheran. Chīchāl ligger 716 meter över havet och antalet invånare är 112.
Terrängen runt Chīchāl är varierad. Chīchāl ligger nere i en dal. Runt Chīchāl är det ganska glesbefolkat, med 45 invånare per kvadratkilometer. Närmaste större samhälle är Rostamābād, 18,1 km nordväst om Chīchāl. Trakten runt Chīchāl består till största delen av jordbruksmark.